# بيكر ستريت
شارع بيكر (بالإنجليزية: Baker Street) هو شارع يقع في حي مرليبون من مدينة ويسمنستر في لندن.

## الموقع
شارع بيكر هو أحد شوارع لندن المزدحمة، ويقع في المنطقة ذات الرمز البريدي NW1/W1 كما يعتبر جزئاً أو امتداد من الطريق الرئيسي A41. كان
الشارع يبدأ من ريجنت بارك، بالتقاطع مع شارع بارك الموازي لشارع غلوستر بلس. يطل شارع بيكر إلى شارع أورشارد، وذلك عند تقاطع  شارع ويجمور، الذي ينتهي بشارع أكسفورد. ويستمر الطريق كشارع أورشارد وذلك بعد ساحة بورتمان. عُرف مفترق الطرق بين شارع بيكر وشارع مارليبون تاريخياً باسم سيرك مارليبون، والذي لا يزال اسمه غير الرسمي.

## التاريخ

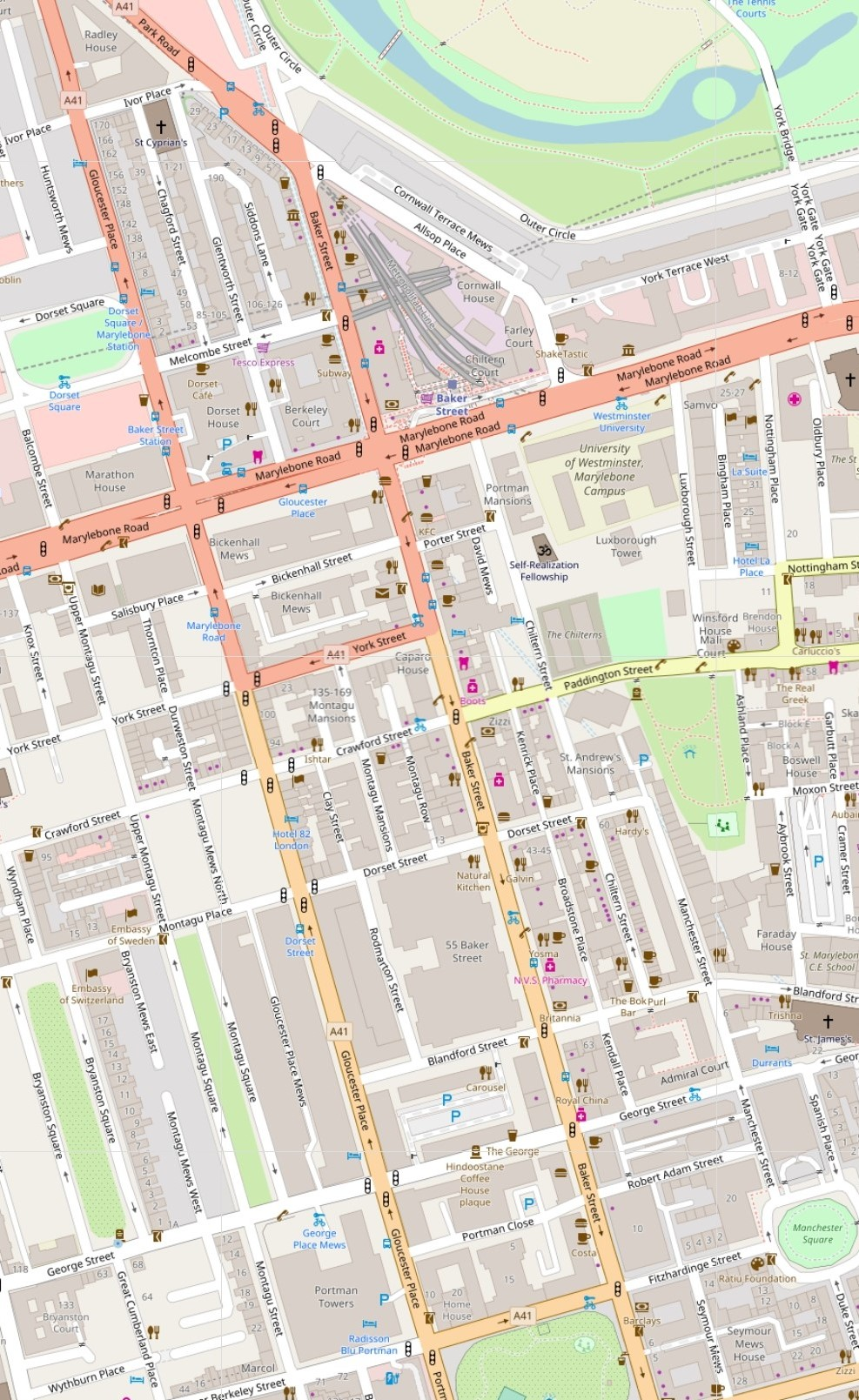
Baker Street area map

سمي الشارع باسم «وليام بيكر» وهو الذي مهّده وأنشاه في القرن الثامن عشر. واكتسب الشارع شهرة
كبيرة لارتباطه بشخصية المحقق الخيالي الشهير شرلوك هولمز، الذي (وفقًا للرويات والقصص) كان يسكن في 221ب شارع بيكر. كان الشارع فيما مضى منطقة سكنية راقية، لكنه الآن يعج بالمحالات التجارية.

### القرن التاسع عشر
- في عام 1853، تم افتتاح أول متحف من متاحف مدام توسو الشمعية، في شارع بيكر. ومن ثم تم نقل المتحف فيما بعد بالقرب من ناصية الشارع، بجوار طريق مارليبون.

- أيضاً في عام 1853، أتي النحات جيمس فيلانز للعيش والعمل في العنوان: 38 شارع بيكر.

### القرن العشرين
- في عام 1940، تم نقل المقر الرئيسي لمنظمة تنفيذ العمليات الخاصة إلى 64 شارع بيكر، وقد عَلِم قليل من الناس عن وجود المنظمة. وكان يُشار أحيانًا إلى أولئك الذين كانوا جزءًا منها أو الذين تم الاتصال بهم باسم «صعاليك شارع بيكر»، وذلك تيمنًا بعصابة شارلوك هولمز «صعاليك شارع بيكر» المزعجين.شارع بيكر، خريطة لمسح الذخائر لعام 1875.[4]

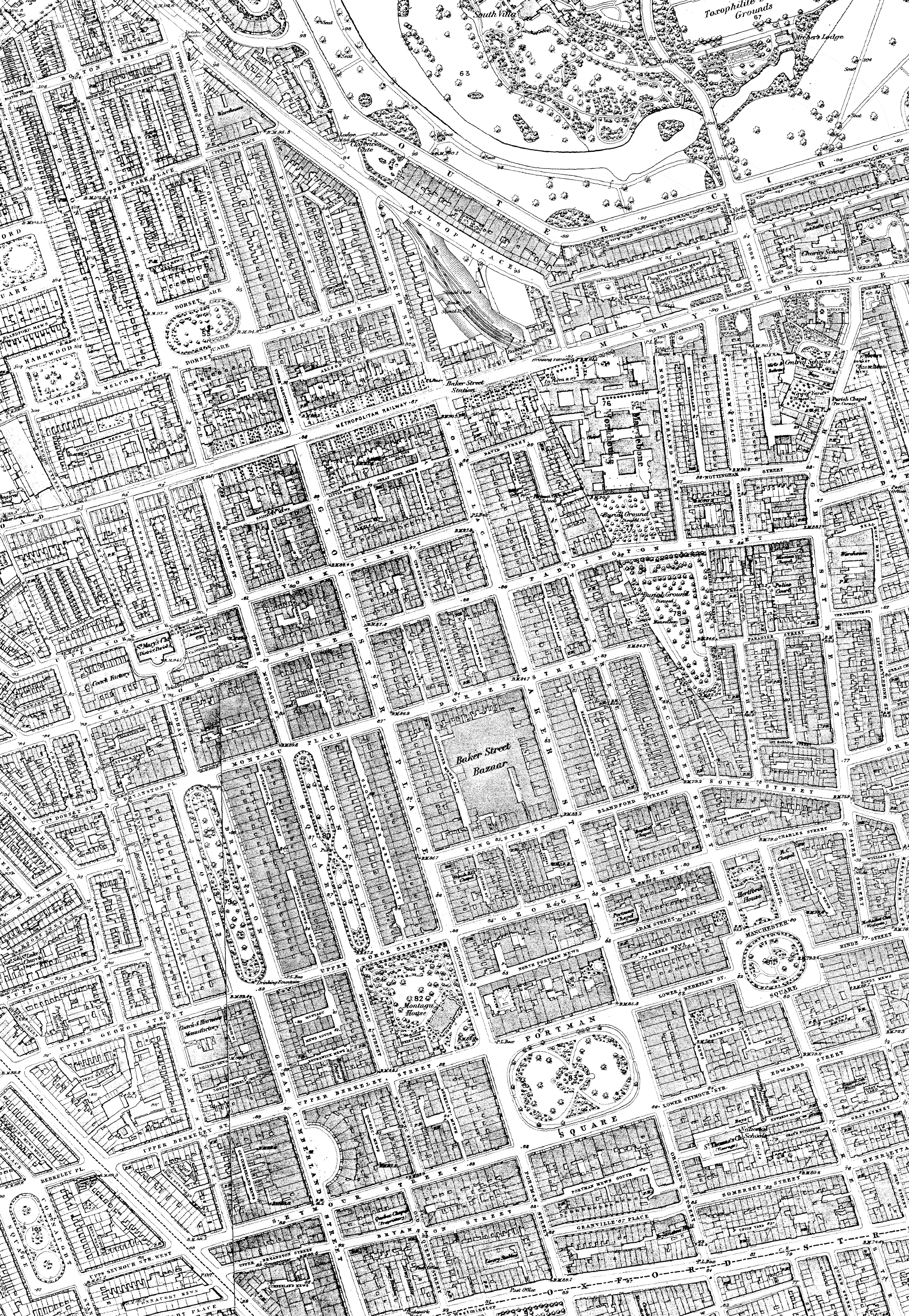
شارع بيكر، خريطة لمسح الذخائر لعام 1875.

- تم إنشاء متجر Apple في 94 شارع بيكر، وذلك بين عام 1967 إلى 1968، وكان المتجر من أوائل المشاريع التجارية التي قامت بها فرقة البيتلز.

- كان المقر الرئيسي لشركة ماركس أند سبنسر يقع في 55 شارع بيكر، وذلك حتي أنتقلت إلي حوض بادنجتون "Paddington Basin" وذلك في عام 2004. وتعتبر شركة ماركس أند سبنسر من أكبر متاجر الملابس بالتجزئة في بريطانيا إضافة لكونها من متاجر البضائع والمواد الغذائية، وكان مبني المقر الرئيسي للشركة أحد أشهر المباني في المملكة المتحدة. وتمت إعادة تطوير للمبني كمجمع مكاتب حديث وذلك من قبل London & Regional Properties.[5]

- توجد في شارع بيكر لوحة مجلس مقاطعة لندن الزرقاء ااتذكارية لتخليد ذكري رئيس الوزراء البريطاني الأسبق ويليام بيت الأصغر والذي عاش في 120 شارع بيكر من 1803 إلى 1804.[6] وفي الستينيات، عاشت المغنية البريطانية داستي سبرينغفيلد في شارع بيكر.

- وقعت سرقة شهيرة لأحد أفرع بنك لويدز في شارع بيكر في عام 1971م.

### القرن اللواحد والعشرون
- في فبراير 2019، تم تحويل شارع بيكر من شارع ذو إتجاه واحد مُطل علي جنوب جاوثوند إلى شارع ثنائي الاتجاه.[7][8][9]

## مباني
توجد قنصلية دولة سيشل في 111 شارع بيكر.

### 221 ب بيكر ستريت

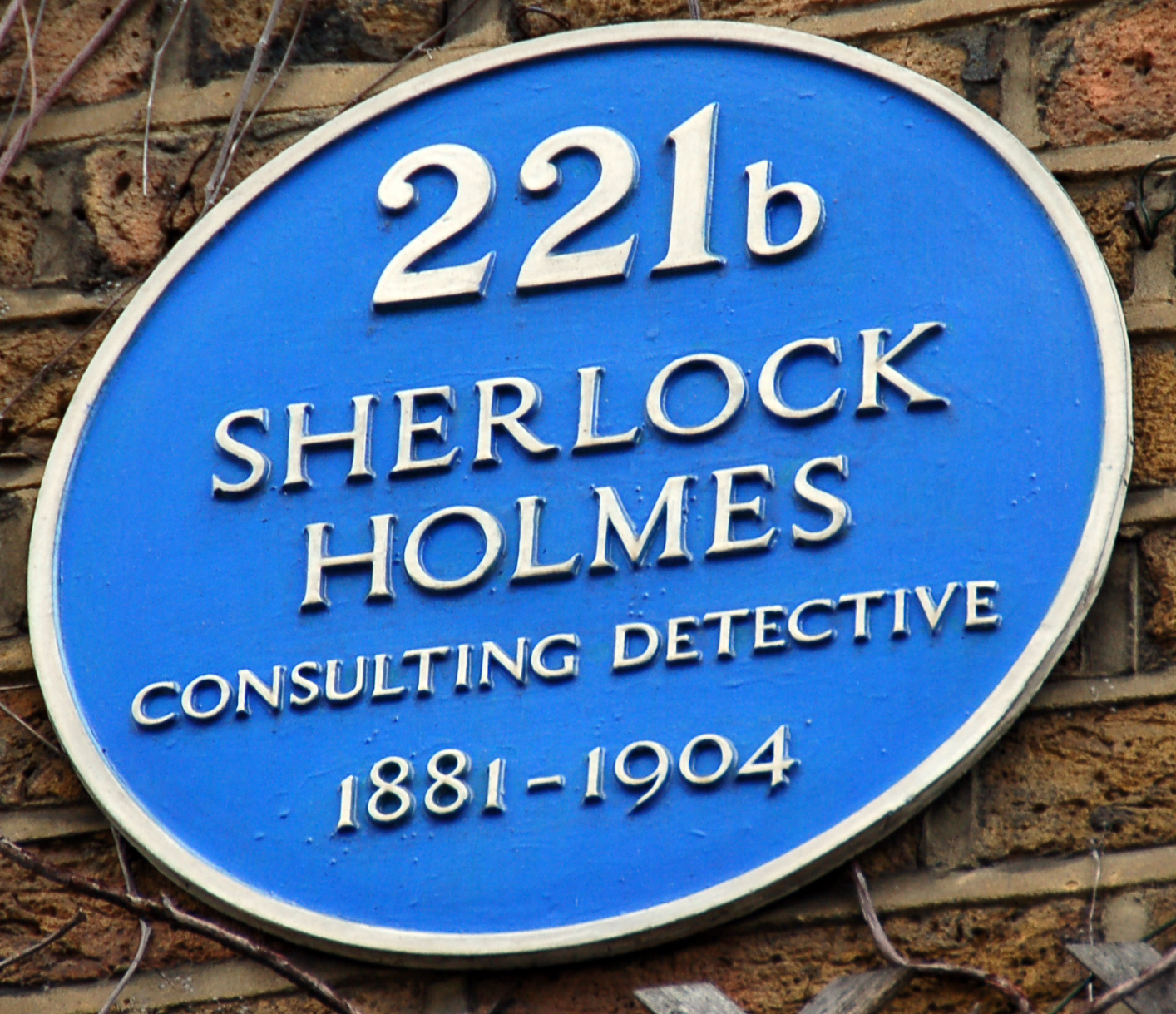
لوحة شارلوك هولمز الزرقاء

هو عنوان المحقق الخيالي شيرلوك هولمز، والذي أنشأه المؤلف السير آرثر كونان دويل. تشير العناوين البريدية في المملكة المتحدة التي تحتوي على رقم متبوعًا بحرف إلى عنوان منفصل داخل مبنى سكني أكبر غالبًا. كان شارع بيكر في أواخر القرن التاسع عشر منطقة سكنية من الدرجة العالية، وربما كانت شقة هولمز جزءًا من شقة جورجية.
تم تقديم السكن لأول مرّة في رواية دراسة باللون القرمزي (1887).  في أثناء نشر قصص هولمز، لم تكن العناوين في شارع بيكر تصل إلى مستوى 221، وفيما بعد تم تمديد شارع بيكر. وفي عام 1932 انتقلت جمعية مبنى آبي الوطنية إلى مقرها في 219-229 شارع بيكر. ولسنوات عديدة، تم توظيف سكرتيرة بدوام كامل للرد على البريد الموجه إلى شيرلوك هولمز من قبل الشركة. وفي عام 1990، تم تركيب لوحة زرقاء تشير إلى 221 ب شارع بيكر في متحف شارلوك هولمز، والذي يقع في مكان آخر من نفس الشارع. كان هناك نزاع استمر 15 عامًا بين شركة آبي الوطنية ومتحف هولمز بشأن من لة الحق في تلقي البريد الموجه إلى 221 ب شارع بيكر.

## وسائل مواصلات

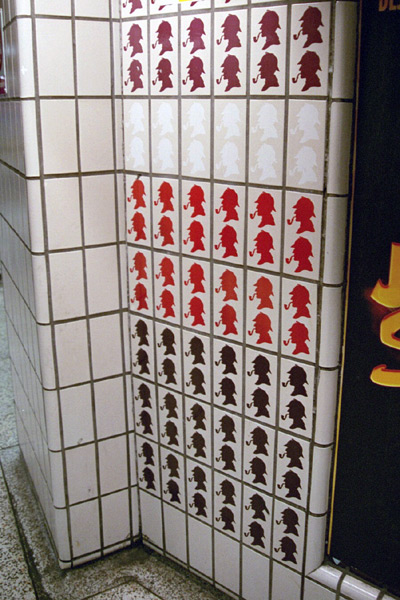
أعمال فريدة علي البلاط في محطة بيكر، تخليدا لذكرى ارتباط شارلوك هولمز الخيالي بشارع بيكر.

تخدم منظمة مترو أنفاق لندن شارع بيكر بواسطة محطة مترو أنفاق بيكر ستريت، والتي تُعد واحدة من أقدم محطات مترو الأنفاق في العالم التي ما زالت باقية. والباب التالي للمحطة هو باب مكتب نقل الممتلكات المفقودة في لندن.

## في الصحافة الإعلام

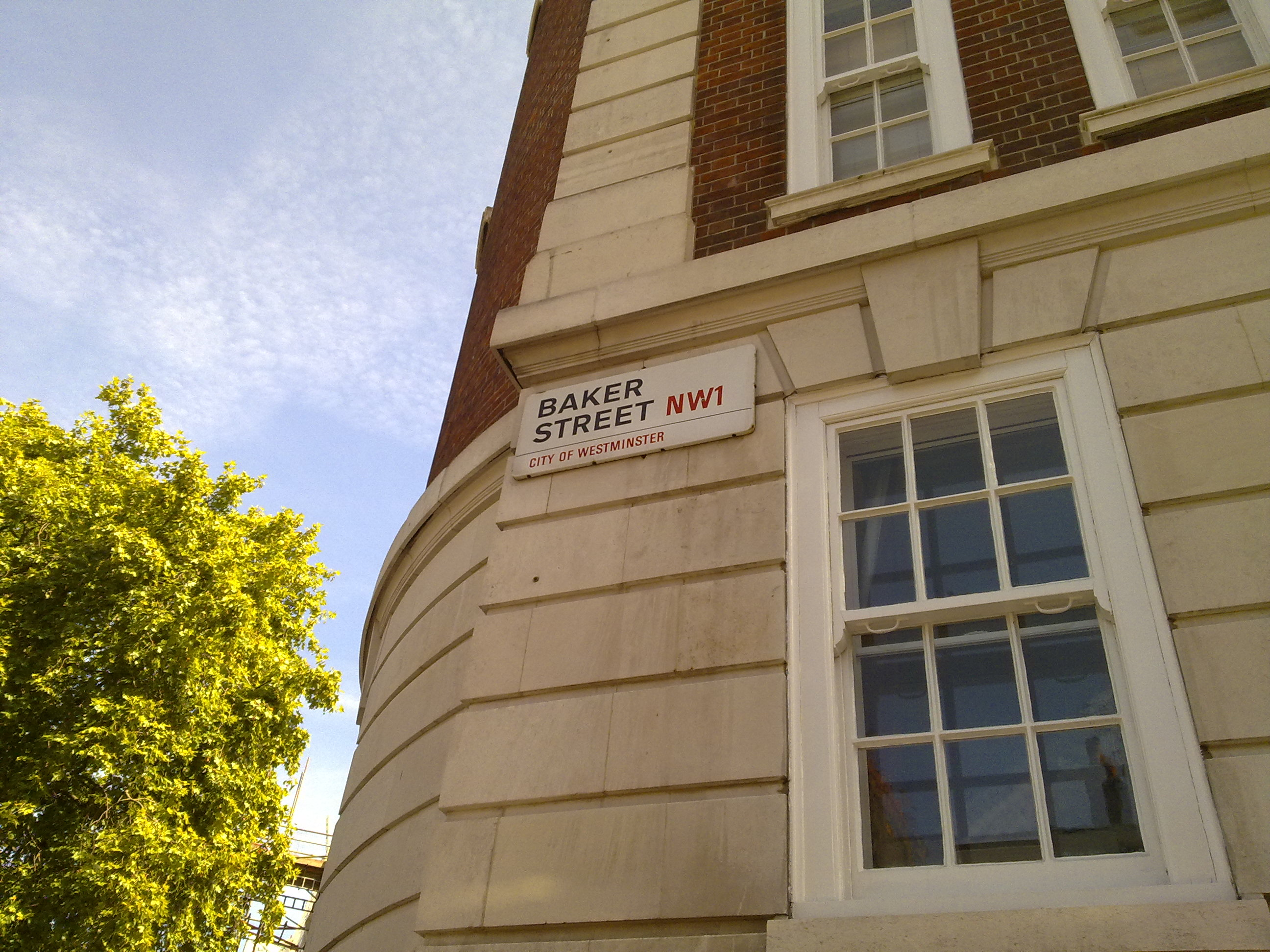
لافتة شارع بيكر

• في القصص والرويات، شرلوك هولمز، وشرلوك هوند، و«باسيل» المحقق الفأر العظيم، ودانجر ماوس، والمحقق بليك سكستون، وكارلاند كروس، وعميل مكتب التحقيقات الفيدرالي جيميس بلاك من أنمي المحقق كونان، كل هؤلاء سكنوا في شارع بيكر.

• الدكتور جريجوري هاوس من المسلسل الأمريكي هاوس، سكن في عنوان خيالي هو الشقة ب، 221شارع بيكر، مدينة برينستون، نيو جرسي.

• «شارع بيكر» هو عنوان أغنية غناها «جيري رافرتي» عام 1978م، كما حمل الألبوم نفس العنوان.

• «شاعر شارع بيكر» هي أغنية من ألبوم «حفل غنائي في المعرض» للمغني «جيثرو تال» وقد غناها عام 1975م.

• "The Bank Job" هو عنوان فيلم صدر في 2008م، بنيت قصته على أحداث سرقة تمت لأحد أفرع بنك لويدز في شارع بيكر في عام 1971م.

• شارع بيكر هو أحد معالم لندن التي ورد اسمها في أغنية "We Are Lonodon"، التي غنتها فرقة "Madness" من ألبوم "The Liberty of Norton Folgate".
- الفأر الخطير، هو عرض كارتون يحمل نفس الاسم، وكان الفأر يعيش في صندوق عمودي بالقرب من 221 ب شارع بيكر. والكرتون عبارة عن محاكاة ساخرة لمسلسل الرجل الخطير وجيمس بوند، بدلاً من شيرلوك هولمز. يقع صندوق الأعمدة على مرمى حجر من 221 ب شارع بيكر، وكان الدكتور واطسون يرمي الحجارة الصندوق بدافع الغيرة الواضحة لأنه وُصف كمجرد مساعد فقط لأعظم محقق في العالم، وليس كأنهم أعظم وكالة تحريات سرية في العالم.[14]

- في مسلسل ستار تريك: الجيل التالي، تخبر البيانات عضوًا آخر من أفراد الطاقم أنه يمكن العثور على جوردي لا فورجي في 221 ب شارع بيكر، وذلك في الحلقة 29 بعنوان «مبدأية، يا بيناتي العزيزة». وتمت الإشارة مرة أخرى  إلى شارع بيكر في الحلقة 137 «السفينة  في زجاجة».[16]

- في فيلم السيد هولمز عام 2015، أشار شارلوك هولمز المتقاعد منذ فترة طويلة (إيان ماكيلين) إلى أن عنوان شارع بيكر أحد التفاصيل الوهمية العديدة التي أنشأها الدكتور واتسون، والذي كتب القضايا كقصص مثيرة للنشر. وفي الفلاش باك، كان شارلوك ينظر من نافذة محل إقامته الفعلي القريب علب المتفرجون الفضوليين خارج 221 ب، مهنئا العميل على إيجاده العنوان الصحيح.[17]

- استخدم طاقم عمل سلسلة bbc شارلوك البيت بعنوان 187 شارع نورث جور لتمثيل 221 ب بيكر ستريت، لتصوير المشاهد الخارجية لشقة شيرلوك هولمز. والموقع بالقرب من محطة سكة حديد يوستون، وعلى بعد ميل تقريبًا من شارع بيكر الحقيقي.[18]

## معرض صور

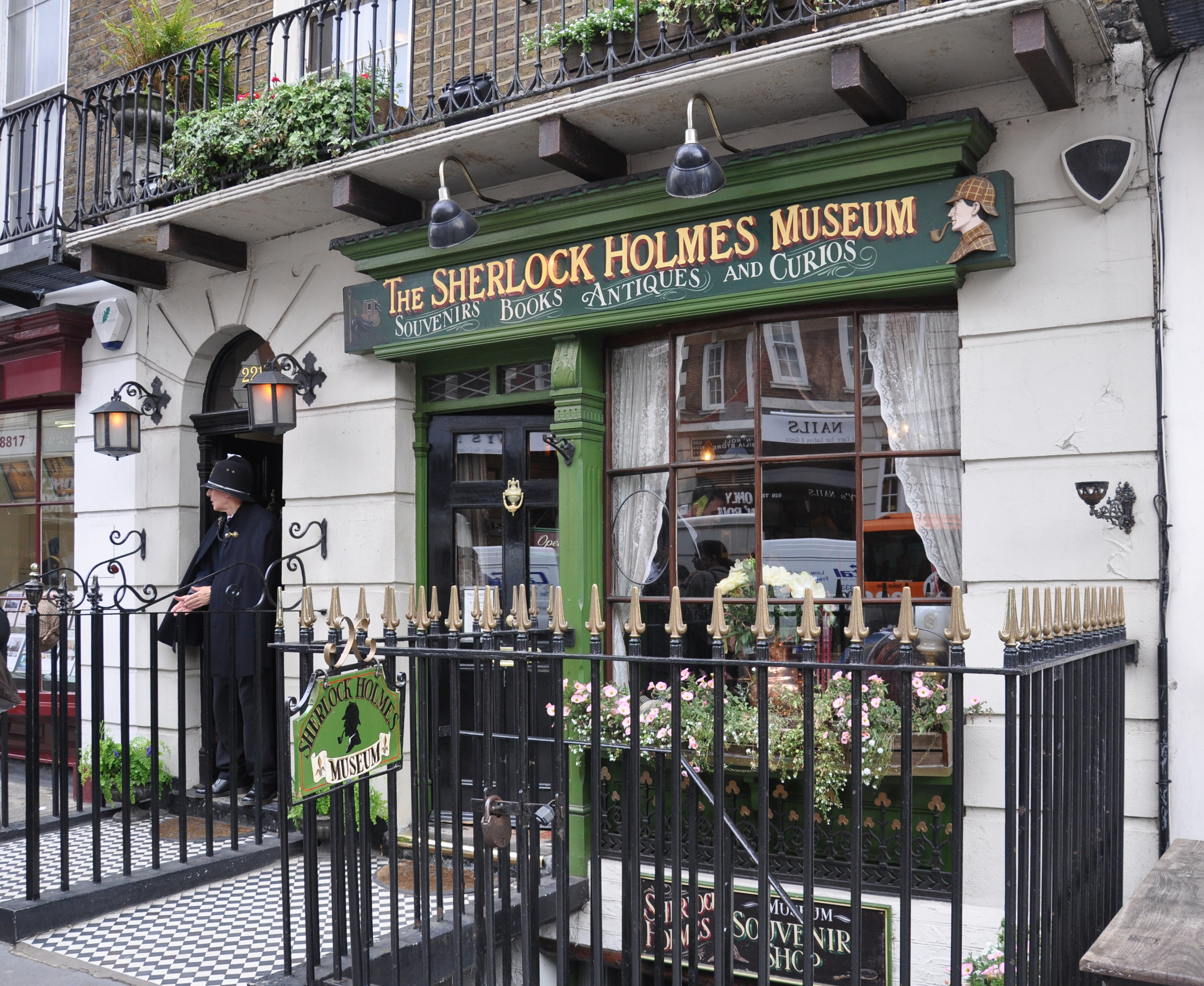
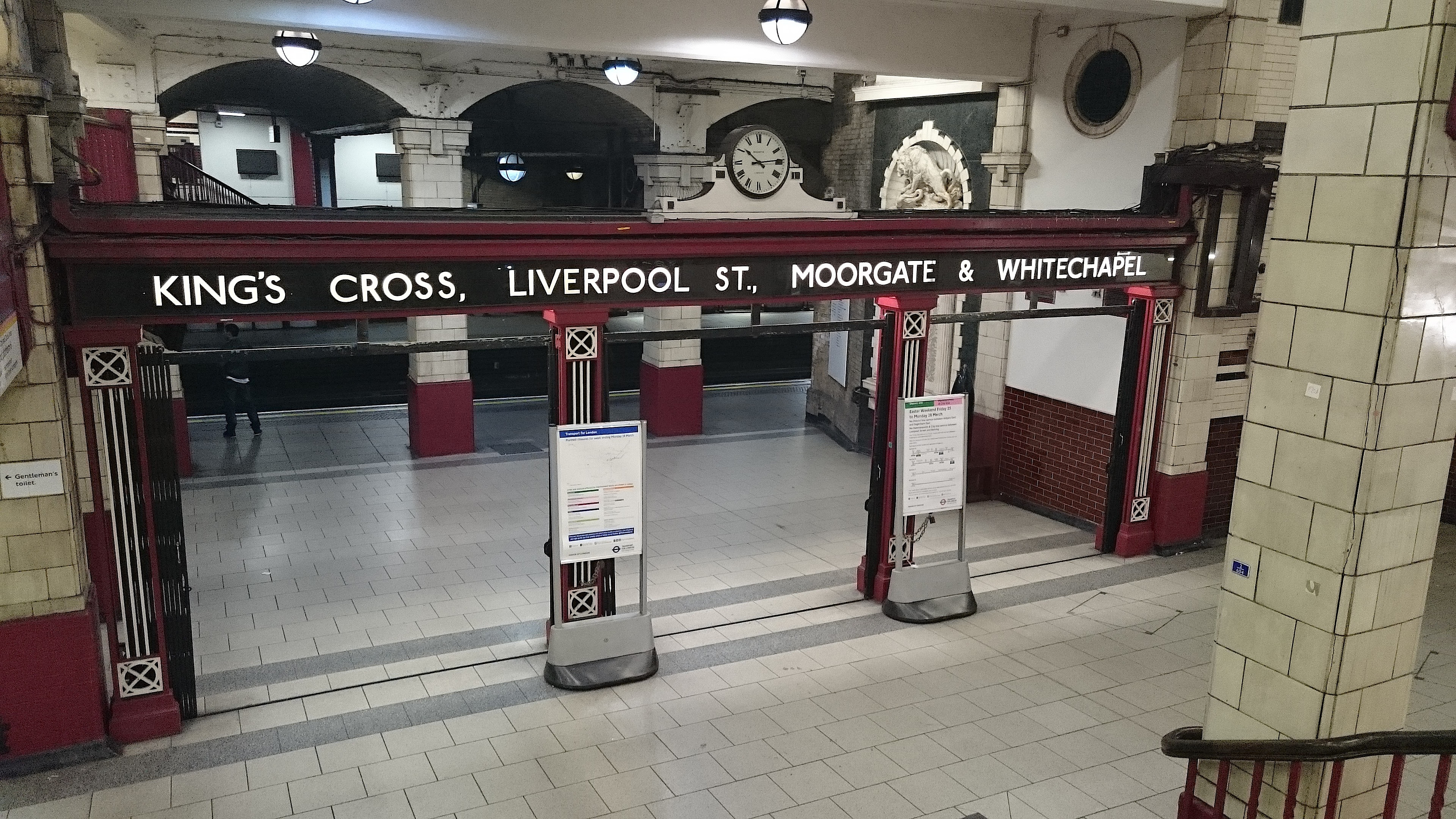
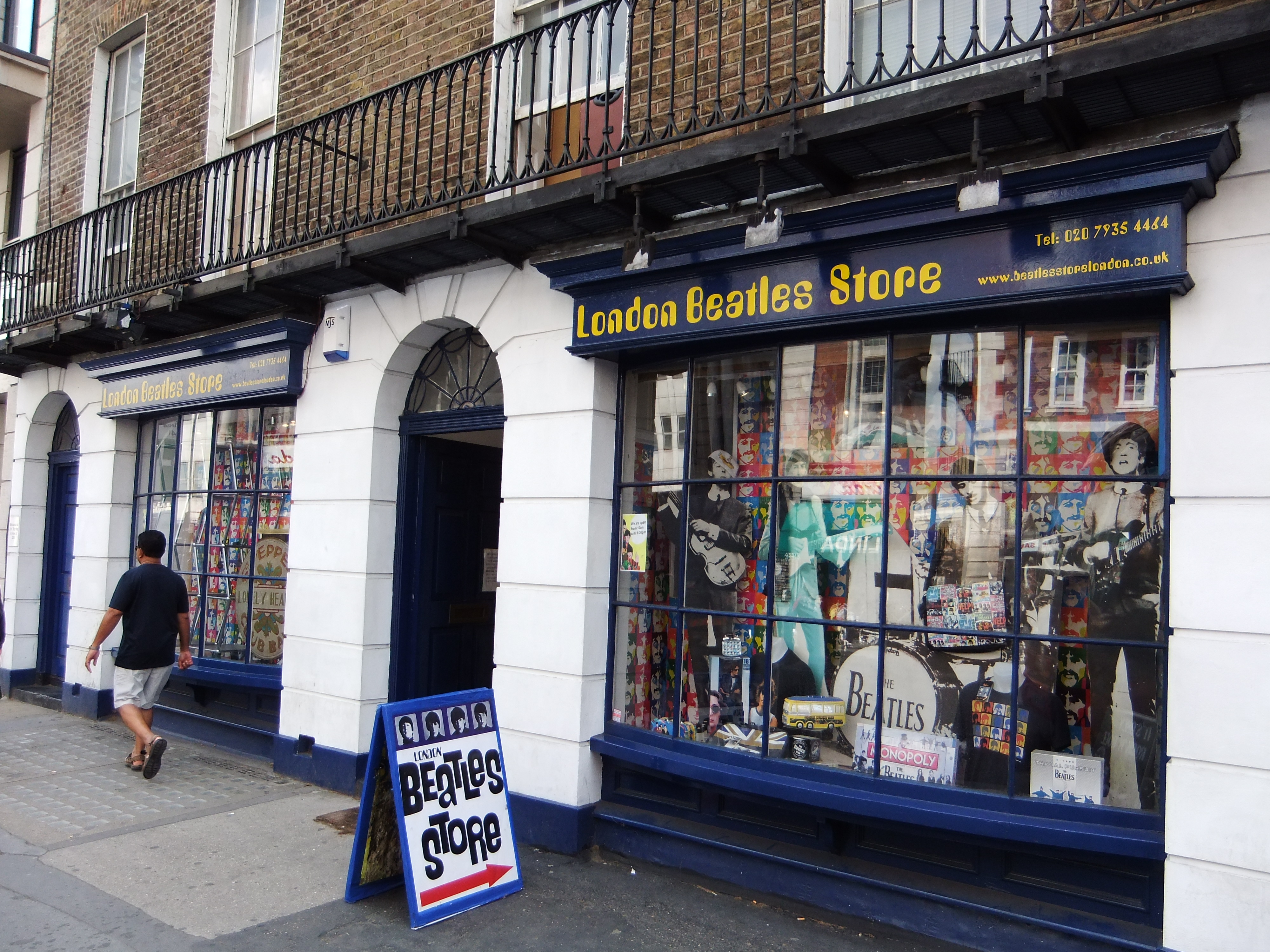